# Wołodymyr Mozoluk
Wołodymyr Danyłowycz Mozoluk (ukr. Володимир Данилович Мозолюк, ros. Владимир Данилович Мозолюк, Władimir Daniłowicz Mozoluk; ur. 28 stycznia 1964 w Łucku) – ukraiński piłkarz, grający na pozycji napastnika.

## Kariera piłkarska

### Kariera klubowa
W 1981 rozpoczął karierę piłkarską w miejscowym klubie Torpedo Łuck. Latem 1985 przeszedł do Dnipra Dniepropetrowsk, ale rozegrał tylko jeden mecz w składzie klubu i w następnym roku występował w klubie Kołos Nikopol. W 1989 powrócił do Torpeda, który już nazywał się Wołyń. W rundzie jesiennej sezonu 1994/95 bronił barw Karpaty Lwów, po czym wyjechał do Polski, gdzie został piłkarzem Motoru Lublin. Latem 1995 kolejny raz powrócił do Wołyni, ale po zakończeniu sezonu 1995/96 ponownie wyjechał za granicę, tym razem do Izraela gdzie występował w klubie Maccabi Kefar Kana. Na początku 1997 ponownie wrócił do Wołyni, w którym w 2000 zakończył karierę piłkarską.

## Sukcesy i odznaczenia

### Sukcesy klubowe
- mistrz Wtoroj ligi ZSRR: 1988
- wicemistrz Wtoroj ligi ZSRR: 1989

### Sukcesy indywidualne
- 3. miejsce w historii Wołyni Łuck w ilości rozegranych meczów: 502[2].
- 3. miejsce w historii Wołyni Łuck w ilości strzelonych bramek: 89[3].
- 6. miejsce w klasyfikacji strzelców Mistrzostw Ukrainy: 1996